# 坳上镇 (靖州县)
坳上镇，是中华人民共和国湖南省怀化市靖州苗族侗族自治县下辖的一个乡镇级行政单位。

## 行政区划
坳上镇下辖以下地区：
坳上社区、坳上村、响水村、木洞村、先锋村、小开村、大开村、新华村、东林村、九龙村、桥头村和戈盈村。

## 历史
1950年，此地属“西区”。1953年，坳上乡建立。1958年，“坳上人民公社”更名。1995年12月升格为“坳上镇”。

## 地理
坳上镇坐落在靖州苗族侗族自治县北部，北接会同县，东北是太阳坪乡，东南和南是渠阳镇，西南是三锹乡，西北是大堡子镇。
地灵河流经坳上镇。

## 经济
坳上镇的经济主要依靠农业和矿产资源，主要矿产资源是金、锌、铝和锑。

## 交通
国道209南北方向穿过坳上镇。